# Furius Baco
Furius Baco es una montaña rusa instalada en el parque temático PortAventura Park, en Salou, Cataluña, España.
Es del tipo aceleradora con base hidráulica de acero diseñada por Intamin AG, la atracción abrió el 7 de junio de 2007 como la montaña rusa más rápida de Europa, con 135 km/h, cifra que alcanza en 3 segundos. El récord anterior estaba en posesión de una montaña rusa situada en Thorpe Park, Gran Bretaña, con 128 km/h, y fue superada por Ring Racer, instalada en agosto de 2009 en el Circuito de Nürburgring, que alcanzaba los 160 km/h. En 2013 Ring Racer fue cerrada debido a una serie de explosiones en el sistema de lanzamiento, por lo que Furius Baco recuperó el récord europeo de velocidad, hasta la abertura de Red Force en 2017. Furius Baco es también la montaña rusa más rápida con una inversión, y también la única montaña rusa del modelo Wing Rider Coaster.

## Inicios
Prevista como atracción estrella para la temporada 2007, Furius Baco fue abierta finalmente con un poco de retraso en junio del mismo año con gran expectación. Coincidiendo con la celebración del Gran Premio de Cataluña de motociclismo, pilotos como Valentino Rossi estuvieron el día de su inauguración, que lo hizo como la montaña rusa más rápida de Europa.
Desde su apertura, ha experimentado diversos problemas técnicos, resultado de los cuales ha tenido que estar fuera de servicio en varios periodos de tiempo durante horas de apertura del parque.

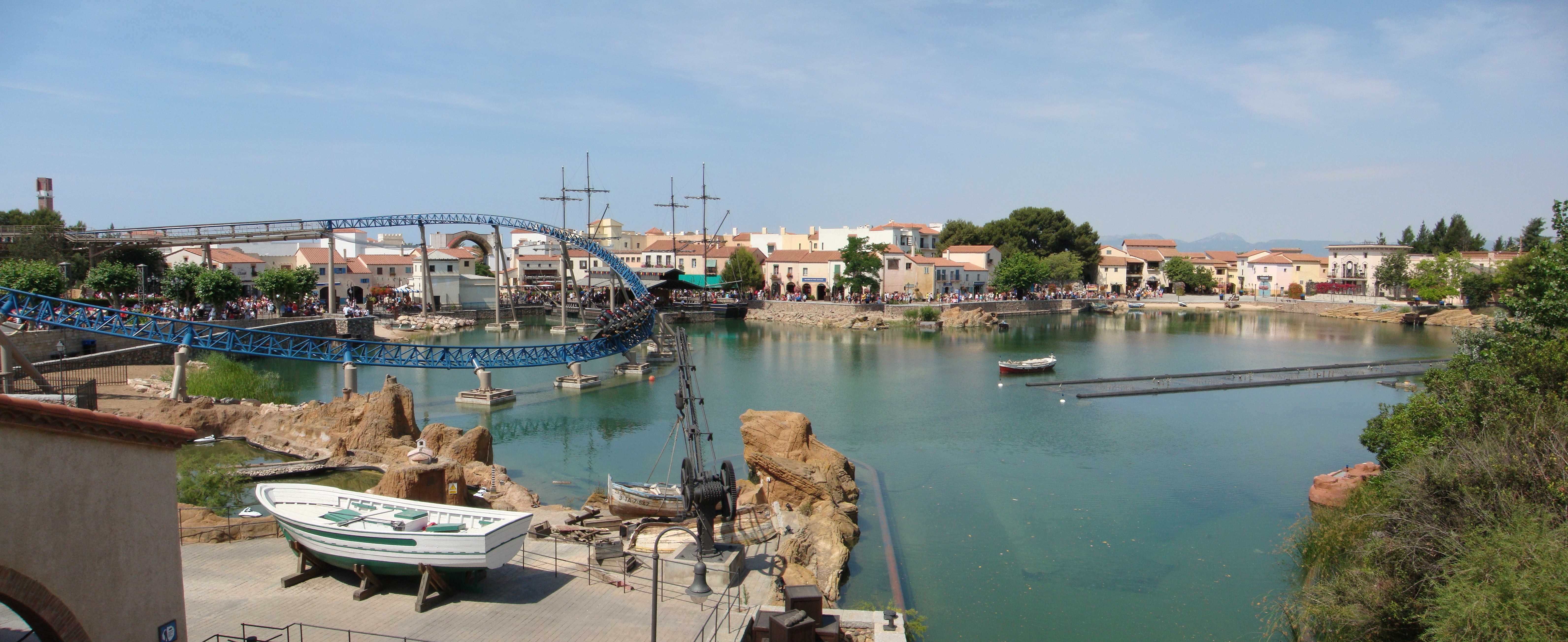
Vista panorámica del lago y Furius Baco

## Descripción
Se caracteriza por tener diferente disposición en sus asientos con respecto a otras atracciones de aceleradoras de Intamin, ya que los asientos están a los laterales del carro central y por lo tanto de la vía, permitiendo así una mayor tematización del vagón en forma de barril. Esto le da a la atracción una nueva sensación en cuando a montañas rusas "floorless" (sin suelo), ya que la vía no está ni por encima ni tampoco por debajo. Se le denomina "wing walker" lo que sería traducido como "caminante del ala". También, por su mecanismo de lanzamiento, que es similar a la lanzadera de un portaaviones.

## Argumento
En la masía de los Hereu te espera una gran sorpresa. Un heredero de una gran bodega de vino tiene vocación de inventor y, después de varios intentos fallidos, tiene preparado su último invento, la máquina transportadora de toneles propulsada con vino. Gracias a su invento, la producción de vino crecerá y el joven inventor se hará rico, pero para que funcione correctamente la máquina necesita contrapesos y el inventor ha pensado en seres humanos para hacerlo. Así que estamos invitados a probar el nuevo invento, pero, como siempre, algo sale mal, ya que Manàs, el mono del inventor, hace de las suyas con el invento, desajustando la velocidad y haciendo que salgamos a 135 km/h en 3 segundos (aceleración de 3,3 g).
El nombre hace referencia a la furia del dios Baco, dios del vino.

## Tematización

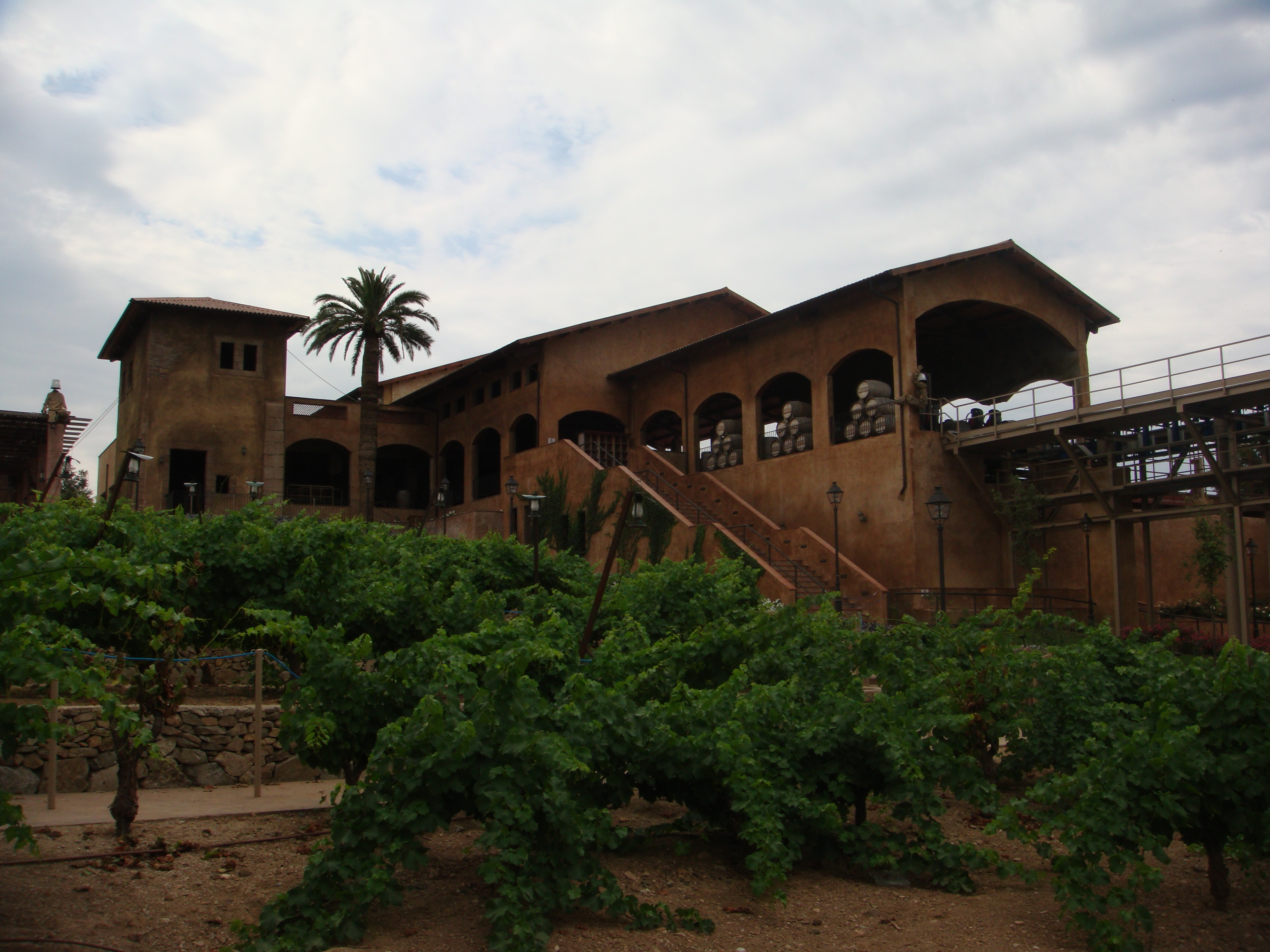
Estación tematizada en una masía.

La atracción Furius Baco se enmarca dentro del área de bienvenida de PortAventura Park, Mediterrània. La montaña rusa está rodeada de viñedos, y nos adentraremos a ella a través de las casas del pueblo de pescadores, para llegar hasta la gran masía habitada por un inventor chiflado y su mono. La casa, situada en lo alto de una colina rodeada de viñedos y jardines de flores, es visible desde toda la zona del lago, y reproduce las casas de campo típicas catalanas, tanto en el interior, como aspecto exterior y aledaños. El recorrido de la atracción discurrirá entre la propia masía, los campos de viñedos y zona boscosa del entorno –que son atravesados a gran velocidad– pasando por trincheras y el lago del parque a poca distancia, con gran sensación de velocidad y puntos de choque.

## Recorrido
Una vez "encima del barril" el tren avanza lentamente hacia fuera del área de la estación y hacia la zona del "pre-show". Esta zona se caracteriza por la tematización a laboratorio repleto de engranajes y la historia de un profesor y un altercado con su mono que propicia el "desastre" del arranque del recorrido. La arrancada es uno de los puntos fuertes de la atracción, pues la aceleración es hasta 135 km/h en apenas 3 segundos. Se superan un g de fuerza y apenas alcanzada esa velocidad con una pequeña bajada nos ponemos ya en el primer giro de derechas, posiblemente el de más radio y mayor longitud. La curva enlaza con varias eses (que le dan básicamente la forma de un ocho al recorrido)y se cruza por encima de la vía para encarar el último tramo, que se solventa con una inversión en una espectacular curva sobre el lago, para entrar de nuevo a la estación.
Furius Baco tiene 850 metros de longitud y 55 segundos de duración.

## Ficha

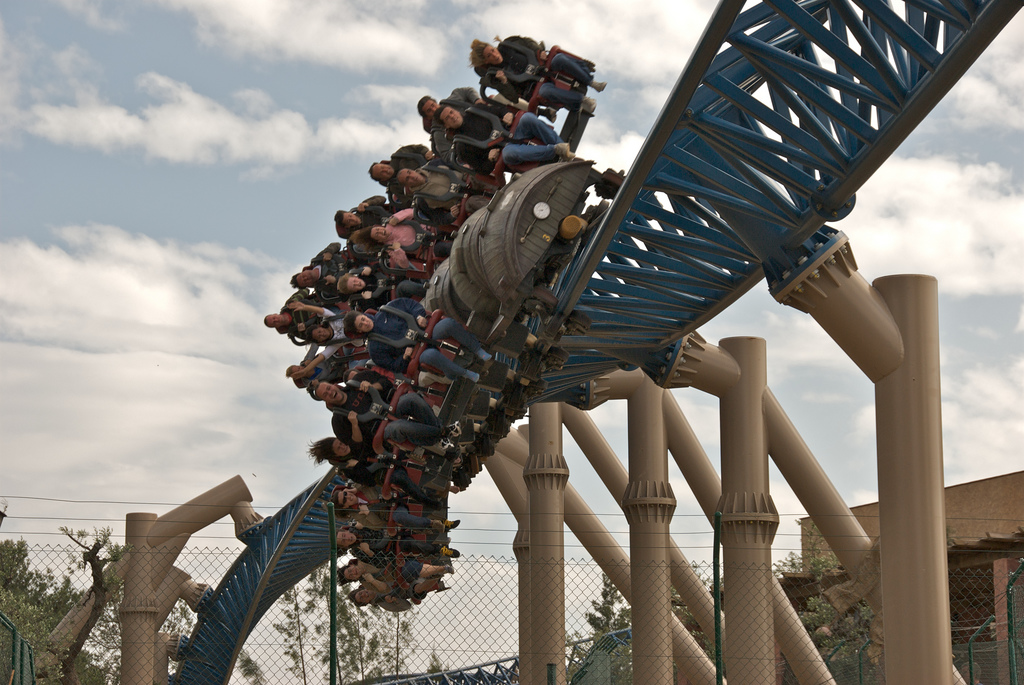
Vista del carro.

| Fecha de inauguración               | 7 de junio de 2007                         |
| Zona del parque                     | Mediterránea                               |
| Tipo                                | Aceleradora                                |
| Diseño                              | Intamin AG                                 |
| Tematización                        | Think Well Design                          |
| Estado actual                       | Abierta                                    |
| Altura máxima                       | 13 m                                       |
| Longitud del recorrido              | 850 m                                      |
| Duración del recorrido              | 40s de "pre-show" y 30 s de recorrido      |
| Velocidad máxima                    | 135 km/h                                   |
| Aceleración inicial                 | 12,5 m/s² (1.2 g)                          |
| Número máximo de trenes simultáneos | 2                                          |
| Capacidad por tren                  | 24 (6x4)                                   |
| Volumen de pasajeros                | 1.600 pasajeros/hora                       |
| Nº de inversiones                   | 1                                          |
| Colores empleados                   | Soportes marrón claro, vía y raíl azul.    |
| Foto/Video On Ride                  | Sí/Sí                                      |
| Servicio Express                    | Sí                                         |
| Altura Mín. y Máx                   | 1,40 m / 1,95 m                            |
| Tipo de frenada                     | Magnético                                  |
| Sistema de lanzamiento              | Hidráulico                                 |
| Acceso con movilidad reducida       | Sí                                         |
| Coste                               | 15.000.000 de €                            |
| Geolocalización                     | 41°05′03″N 1°09′23″E / 41.084296, 1.156467 |

## Galería de fotos

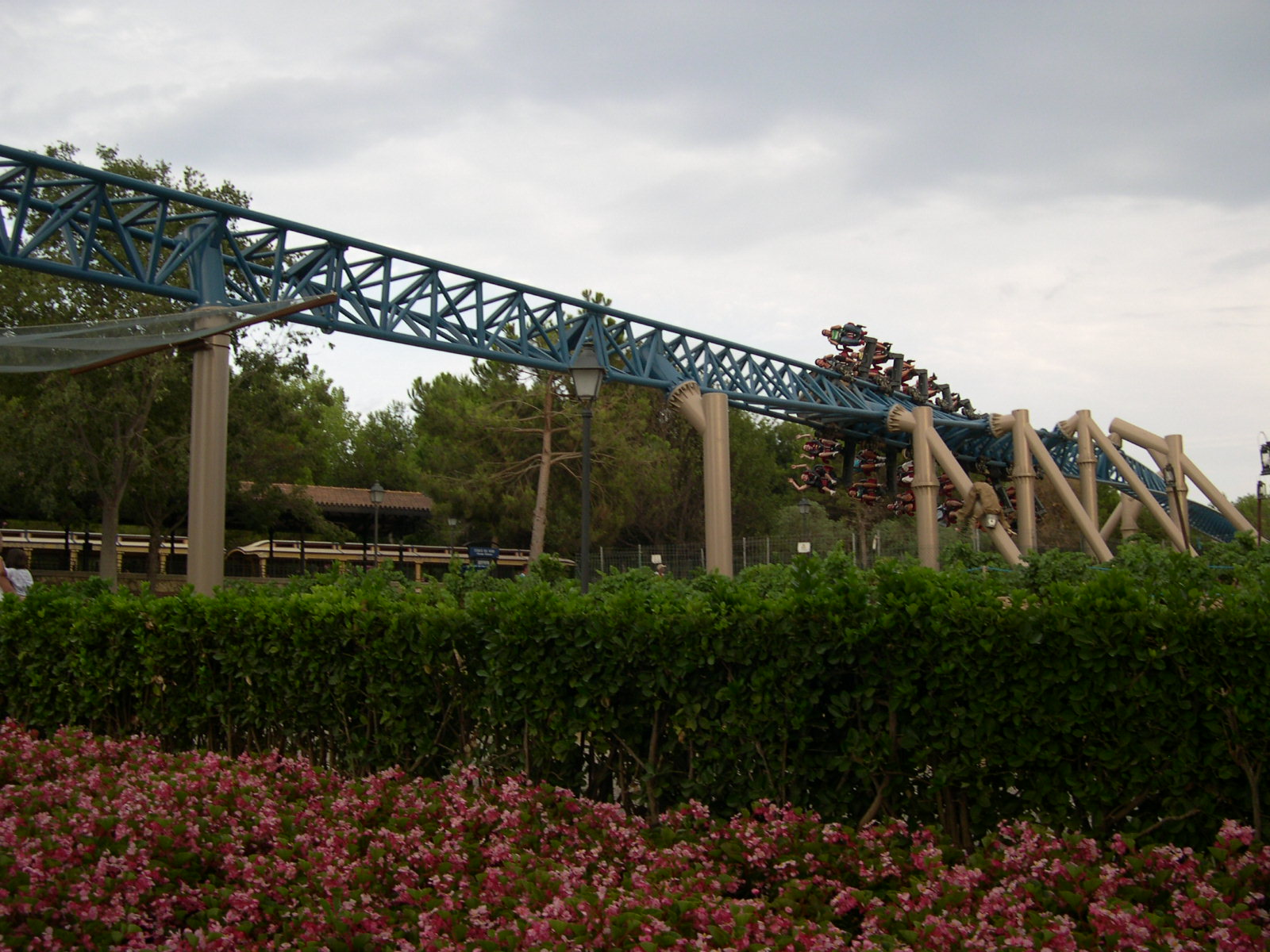
Vista de la única inversión de la atracción.
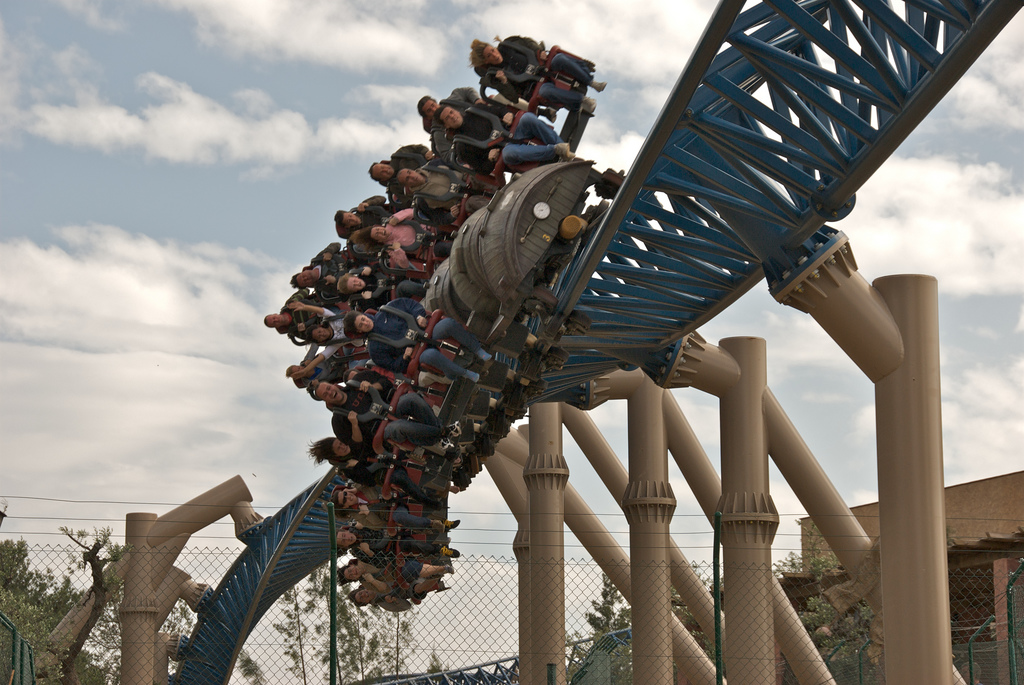
Inversión vista de frente.
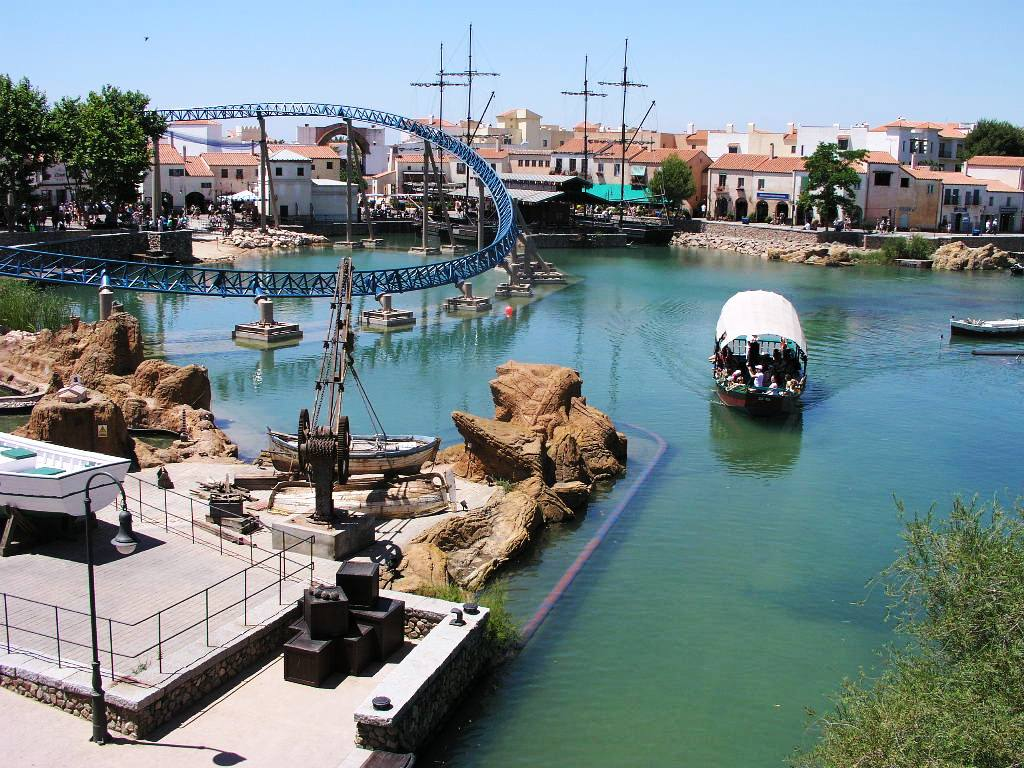
Vista del lago en mediterránea y el Furius Baco a su paso sobre él.
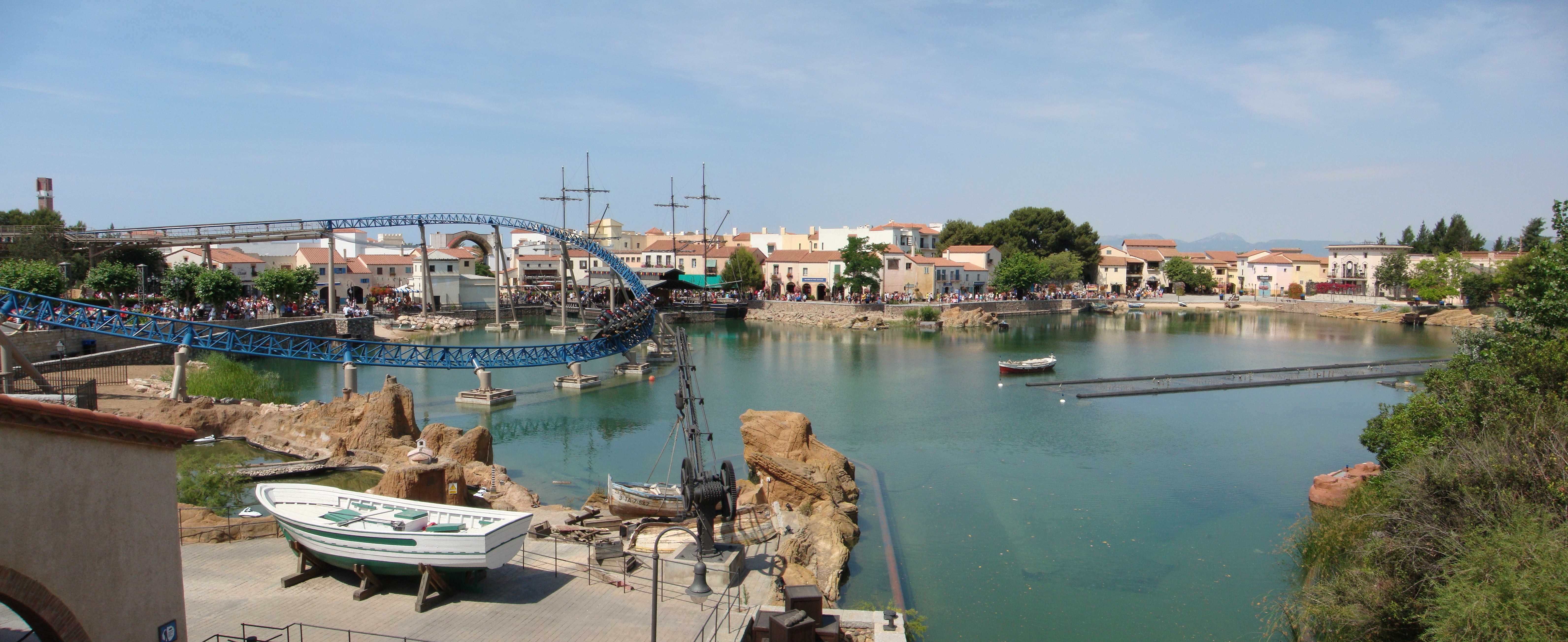
Panorámica del lago y la atracción pasando sobre él.
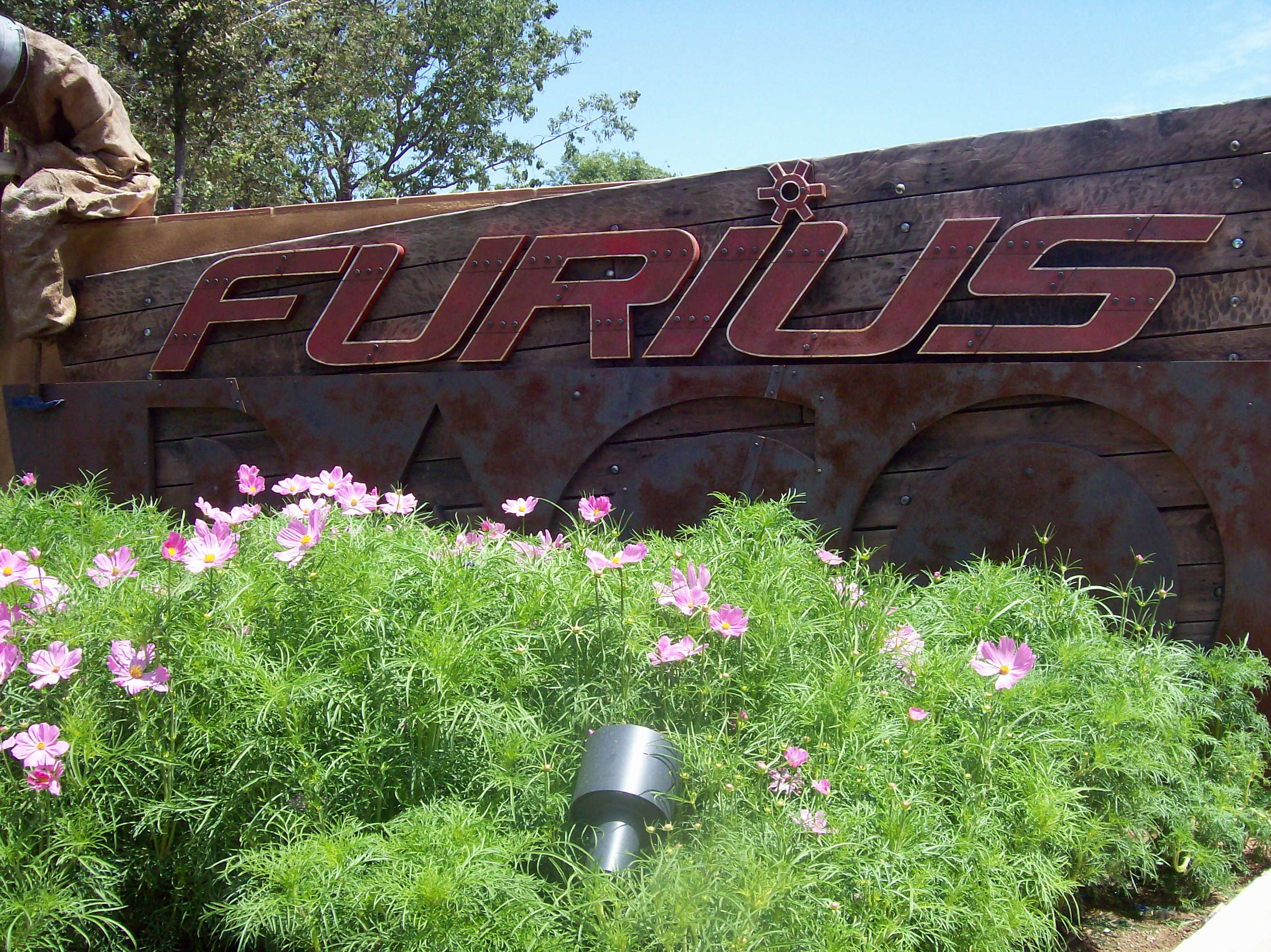
Logo tematizado.
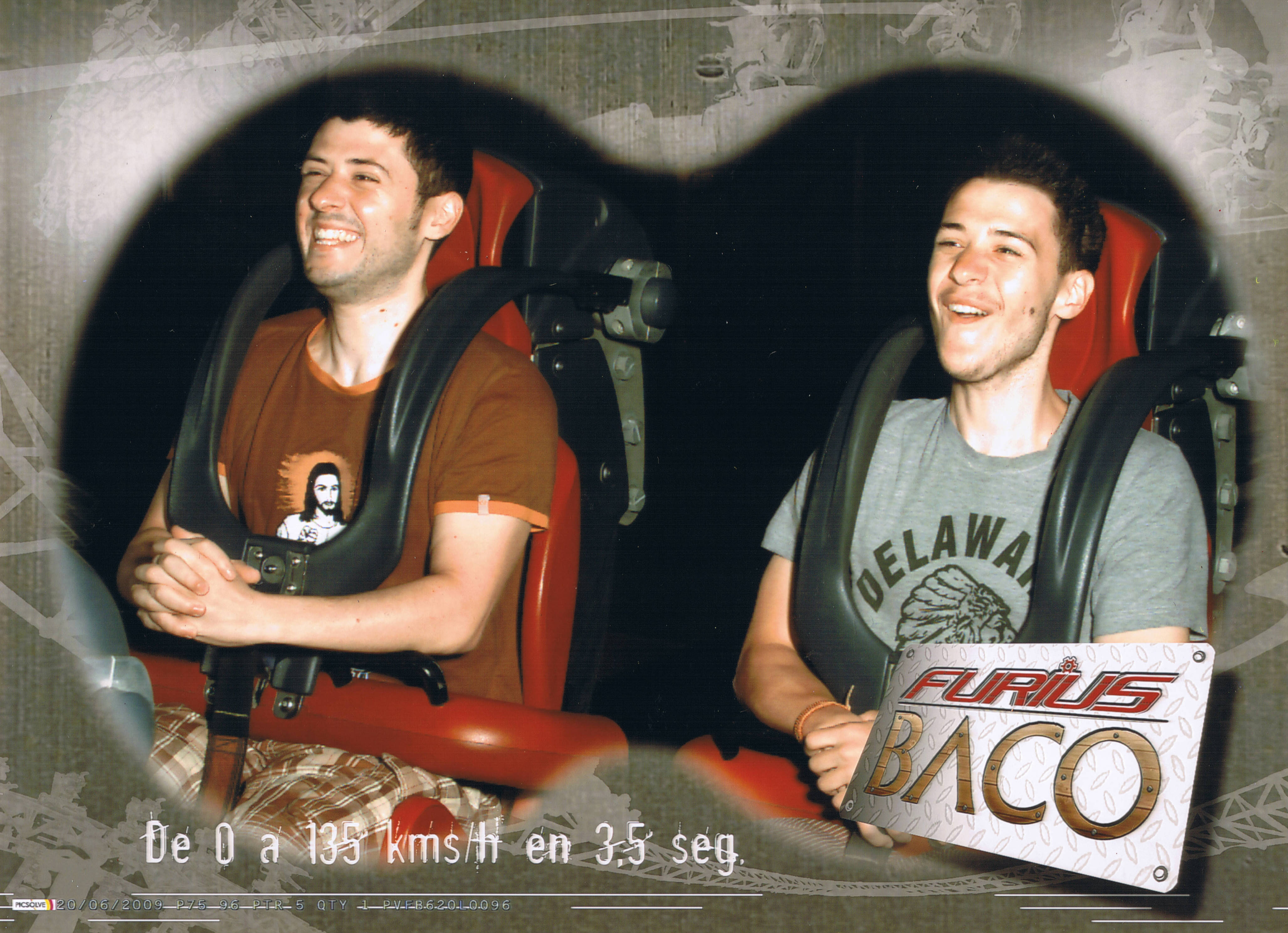
Furius Baco On Ride.
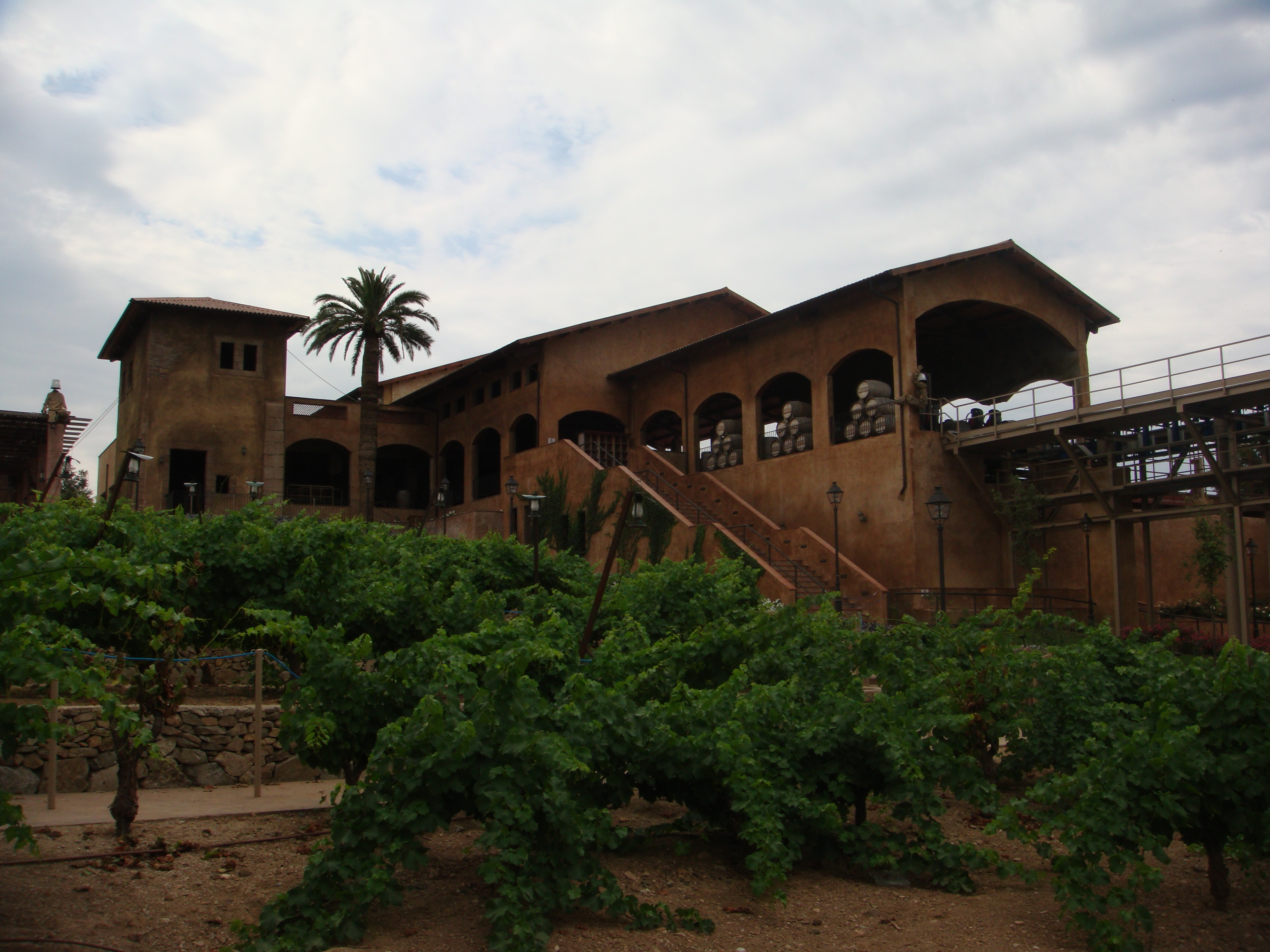
Edificio tematizado de entrada al Furius Baco.
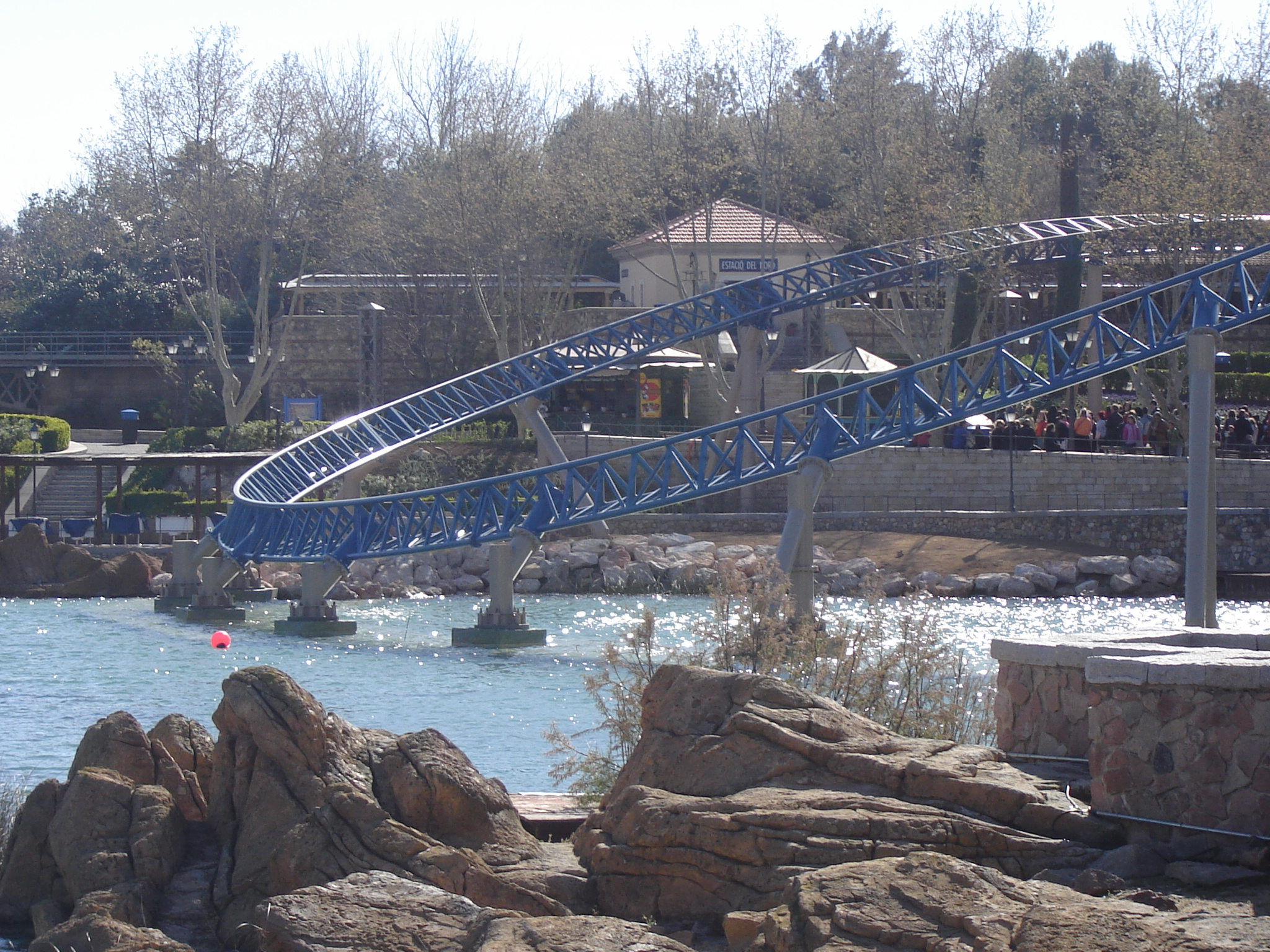
Sobre el lago.

### Atracciones de PortAventura Park
- Shambhala: Expedición al Himalaya
- Dragon Khan
- Grand Canyon Rapids
- Hurakan Condor
- Stampida
- Tomahawk
- El Diablo - Tren de la Mina
- Silver River Flume
- Ferrocarril Tour
- Tutuki Splash
- Tami Tami
- Sea Odyssey
- Templo del Fuego
- Fumanchú